# U-God
U-God (nacido como Lamont Hawkins,el 11 de octubre de 1970 en Brownsville, Brooklyn, Nueva York, EE. UU.) es un rapero estadounidense miembro del grupo de hip hop, Wu-Tang Clan. Aunque no es tan conocido como otros miembros del grupo como Method Man y Ol' Dirty Bastard, estuvo ligado al grupo desde no mucho después de su creación. En 1999 sacó un álbum en solitario "Golden Arms Redemption".

## Biografía
Debido a su encarcelamiento por posesión de drogas no pudo participar activamente en el álbum debut del grupo Enter the Wu-Tang (36 Chambers), su aportación al LP consistió en un pequeño interludio en el sencillo de debut del grupo "Protect Ya Neck" así como el verso de apertura ahora famoso " Da Mistery of Chessboxin ". Sin embargo, después de su liberación él rápidamente se hizo admiradores por su flow único sobre pistas de Wu como " Winter Warz ", "Knuckleheadz"y " Black Jesús " y destacó en el segundo álbum del grupo " Wu-Tang Forever " (en el que fue uno de los solo tres artistas del grupo que hizo un tema en solitario, los demás eran Inspectah Deck con "The City", y Ol' Dirty Bastard con "Dog Shit". Alrededor de este tiempo a su hijo joven le dieron un tiro y perjudicado, el cantante de rap lo documentó en la pista de Wu-Tang Clan "A Better Tomorrow ".
U-God fue el octavo (de nueve) miembro del grupo que grabó un disco en solitario, lanzandoGolden Arms Redemption en 1999, que mostró una amplia variedad de sonidos, y que en el que hubo muchas apariciones de miembros de Wu-Tang Clan.
Después de que un desacuerdo con el líder de Wu, RZA en 2004 sobre derechos de autor, que incluyeron una conversación telefónica acalorada, U-God saco un nuevo álbum bajo un nuevo alias titulado " U-GODZILLA presents the Hillside Scramblers ", que destacó a U-God y su equipo de Inf Black, Letha Fase, Black Ice and King Justla. Dentro de poco antes de que el álbum fuera lanzado, U-God sacó un DVD titulado "Rise of a Fallen Soldier". En el DVD, U-God habló de sus problemas con RZA y otros miembros del clan, más hablaron sus opiniones de la situación corriente del juego del rap. El DVD también incluyó un sample " de U-GODZILLA presents the Hillside Scramblers ".
U-God lanzó al mercados u segundo álbum en solitario, Mr. Xcitement el 13 de septiembre de 2005, con Free Agency Recordings. Poco después, U-God reanudó las disputas entre él y el resto del Clan en una entrevistainterview, culpando a RZA por su reputación y denunciando a sus colegas de Wu-Tan Clan por tratarlo mal debido a su piel clara. Sin embargo, un viaje próximo que promete destacar a todos los miembros de Wu-Tang Clan restantes indica que U-God otra vez puede haber dejado de lado sus diferencias con RZA. En marzo de 2006, U-God fue destacado sobre la pista " 9 Milli. Bros " del miembro de Wu-Tang Clan Ghostface Killah " Fishscale "; el resto del Clan también fue destacado sobre la pista, indicando que U-God finalmente había hecho las paces con sus colegas del clan.

## Alias
- Golden Arms (de la película The Kid With The Golden Arms)
- Four-Bar Killer
- Baby U
- Huey
- Baby Huey
- Universal God of Law
- Lucky Hands
- Ugodz-Illa
- Jody King
- Goldie
- Stonefingers (en el videoclip "Gravel Pit")

## Discografía

### Álbumes
| Título                                      | Fecha de lanzamiento     |
| ------------------------------------------- | ------------------------ |
| Golden Arms Redemption                      | 5 de octubre de 1999     |
| U-GODZILLA presents the Hillside Scramblers | 16 de marzo de 2004      |
| Mr. Xcitement                               | 13 de septiembre de 2005 |
| Dopium                                      | 23 de junio de 2009      |

### Sencillos y EP
- 1999 "Dat's Gangsta"
- 1999 "Bizarre"
- 1999 "Rumble"
- 2002 "Supa Nigga EP"
- 2005 "Bump"
- 2005 "You Don't Want To Dance"

### Lanzamientos en DVD
- 2004 "Rise Of A Fallen Soldier"

### Aparece en
- 1993 Enter the Wu-Tang: 36 Chambers (álbum de Wu-Tang Clan)
- 1995 "Knuckleheadz" (del disco de Raekwon Only Built 4 Cuban Linx)
- 1995 "Investigative Reports" (del álbum de GZA Liquid Swords)
- 1996 "Black Jesus" & "Winter Warz" (del álbum de Ghostface Killah Ironman)
- 1996 "If It's Allright With You" (de la banda sonora para la película The Great White Hype
- 1996 "Semi-Automatic Full Rap Metal Jacket" (de la banda sonora de la película High School High
- 1997 Wu-Tang Forever (álbum de Wu-Tang Clan)
- 1997 "Intellectuals" (del álbum de Sunz Of Man The Last Shall Be First)
- 1998 "Supa Ninjaz" (del álbum de Cappadonna The Pillage)
- 1998 "Element Of Surprise" (del álbum de La the Darkman Heist Of The Century)
- 1999 "Grand Prix" & "Longevity" (del álbum de Inspectah Deck Uncontrolled Substance)
- 1999 "Killa Hill Niggaz" (del álbum de Cypress Hill Cypress Hill III: Temples of Boom)
- 1999 "Mr. Onsomeothershits" (del álbum de Methods of Mayhem Methods of Mayhem)
- 1999 "No Exit" (The Loud Rock Remix & The Infamous Hip Rock Version) (from the Blondie single No Exit)
- 2000 "Cherchez La Ghost" (del álbum de Ghostface Killah Supreme Clientele)
- 2000 The W (álbum de Wu-Tang Clan)
- 2001 Iron Flag (álbum de Wu-Tang Clan)
- 2001 "Militant" (del álbum de Killarmy Fear, Love & War)
- 2003 "Always NY" (del álbum de Mathematics Love, Hell & Right)
- 2004 "Digi Warfare" (del álbum de Masta Killa No Said Date)
- 2004 "Rock Steady" (del álbum de Tony Touch The Piecemaker 2)
- 2004 Disciples of the 36 Chambers: Chapter 1 (álbum de Wu-Tang Clan)
- 2005 "Break That" (del álbum de Mathematics The Problem)
- 2005 "Spot Lite" (del álbum de MathematicsThe Problem)
- 2005 "Still Grimey" (del recopilatorio de Wu-Tang Clan Wu-Tang Meets The Indie Culture)
- 2006 "No More Tearz" (de la mixtape de Soular Winds The Quiet Americans Mixtape)
- 2006 "9 Milli Bros." (del álbum de Ghostface Killah Fishscale)
- 2006 "Handle That" (del álbum de Inspectah Deck The Resident Patient)
- 2006 "Iron God Chamber" (del álbum de Masta Killa  Made In Brooklyn)
- 2006 "The Glide" (del álbum de Method Man  4:21...The Day After)